# A tempo
a tempo (ital. für „zum Tempo (zurück)“) ist eine Spielanweisung in der Musik, die besagt, dass ein vorher erfolgter Tempowechsel – dies kann ein ritardando (Langsamerwerden), accelerando (Schnellerwerden) oder Rubato sein – wieder aufgehoben wird und zum vorherigen Tempo zurückgekehrt wird. Nicht zu verwechseln ist die Anweisung mit Tempo I bzw. Tempo primo; hier soll das erste (Grund-)Tempo des Stücks oder Satzes wiederaufgenommen werden.
a battuta ist eine ältere Bezeichnung für a tempo.